# Kot z Cheshire

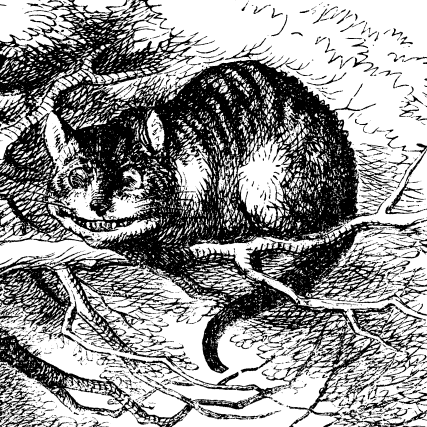
Autor John Tenniel

Kot z Cheshire, Kot-Dziwak z Cheshire (Antoni Marianowicz), ang. Cheshire Cat – postać z książki Alicja w Krainie Czarów.

## Opis postaci
Kot z Cheshire jest postacią z powieści „Przygody Alicji w Krainie Czarów” Lewisa Carrolla. Choć pojawia się w niej zaledwie trzy razy, jest jedną z najbardziej rozpoznawalnych i charakterystycznych postaci w całej książce (obok Szalonego Kapelusznika, Marcowego Zająca, Królowej Kier, Białego Królika i samej Alicji). Alicja w swojej wędrówce po Krainie Czarów spotyka Kota siedzącego na zapiecku w domu Księżnej. Kiedy opuszcza ten dom znowu go spotyka, tym razem siedzącego na drzewie. Dochodzi wówczas do słynnej rozmowy pomiędzy Alicją a Kotem, w której Kot proponuje jej, by odwiedziła Marcowego Zająca lub Szalonego Kapelusznika, a także próbuje dowieść dziewczynce, że i ona, i on są obłąkani. Na dowód swojego rzekomego szaleństwa dowodzi, że różni się skrajnie od psa, który jest istotą zdecydowanie nieobłąkaną – koty bowiem warczą (mruczą), gdy są w dobrym humorze, machają zaś ogonem, gdy są w złym humorze, odwrotnie niż psy. Po tej rozmowie Kot znika, ale jeszcze dwa razy się pojawia, zapytując Alicję, jaki dokładniej los spotkał dziecko Księżnej. Kiedy już poznaje odpowiedź na swoje pytanie, znika. Nieco później pojawia się on na polach do gry w krykieta i zaczyna rozmawiać z Alicją na temat Królowej Kier i jej oszukańczego sposobu gry (polegającego na tym, że Królowa musi wygrać). Kiedy do Alicji podchodzi Król Kier i chce, by Kot okazał mu szacunek, całując jego dłoń, Kot odmawia, co bulwersuje Króla. Za radą małżonki postanawia ściąć bezczelnemu zwierzakowi głowę. Sprowadza więc kata, ale ten nie potrafi obciąć głowy komuś, kto składa się jedynie z samej głowy. Wywiązuje się z tego powodu sprzeczka pomiędzy Królem, Królową i katem, którą Kot długo obserwuje, nim ostatecznie znika. 
Kot jako jedyna postać w całej powieści nigdy nie strofuje Alicji za jej nielogiczne wypowiedzi, nie karci jej, nie chwyta za słówka ani nie obraża. Zawsze rozmawia z nią grzecznie i kulturalnie. Kot jest postacią całkowicie niezależną od wszystkich innych istot zarówno ludzkich, jak i pozostałych. Posiada moc, która pozwala mu znikać, jak i pojawiać się w dowolnym miejscu i czasie. Zwykle gdy znika, zaczyna to robić od końca ogona, a kończy na uśmiechu. Podobnie również robi podczas pojawiania się – zaczyna od uśmiechu, a kończy na koniuszku ogona, choć potrafi też zakończyć pojawienie się na samej głowie. Cechą charakterystyczną Kota jest jego ciągły uśmiech.

## Kot z Cheshire u Sapkowskiego
Postać Kota z Cheshire występuje również w opowiadaniu „Złote popołudnie” Andrzeja Sapkowskiego. W historii tej Kot ma na imię Chester i wcale nie pochodzi z Cheshire – takie pochodzenie nadaje mu jedynie Alicja, kiedy go poznaje (dziewczynka stwierdza, że Chester leży w hrabstwie Cheshire, więc w takim razie kot o takim imieniu musi pochodzić właśnie stamtąd). Kot różni się tutaj od swojego literackiego pierwowzoru – jest władcą wszystkich kotów, posiada magiczne moce przenoszenia się w czasie oraz podróży między światami – co pozwala mu brać udział w różnych wydarzeniach historycznych, takich jak bitwa pod Nasby. Jest oczytany i inteligentny, nadto sprytny i pomysłowy, ale zarazem również wulgarny i bezczelny. Pozuje na egoistę myślącego tylko o sobie, co jednak w trakcie trwania akcji opowiadania okazuje się być nieprawdą. Kiedy bowiem Alicja wpada w szpony Królowej Kier, to właśnie Kot ratuje ją najpierw lecząc jej prawdziwą osobowość w realnym świecie, a potem w swoim własnym wyciągając ją ze szponów złej władczyni i staczając zaciętą walkę z usługującym jej Banderzwierzem. Oprócz tego Kot zaprzyjaźnia się z Lewisem Carrollem i pomaga mu znaleźć w sobie pasję do pisania książek dla dzieci.

## Kot z Cheshire w filmie
Filmowe ekranizacje powieści Lewisa Carrolla często wprowadzają poważne zmiany w postaci Kota z Cheshire. W filmie animowanym Walta Disneya Kot jest zdecydowanie postacią negatywną, budzącą emocje wprost przeciwne od tych, które budzi w książce. Tutaj Kot uwielbia się popisać oraz stosować różnego rodzaju dziwaczne sposoby rozśmieszania innych, które jednak poza nim nikogo nie bawią (np. zdejmuje sobie głowę i staje na niej pytając Alicję, czy ona również umie stać na głowie). Potem wskazuje on Alicji pole do gry w krykieta, a podczas samej gry robi złośliwe psikusy Królowej Kier, za które winą obarcza Alicję, z której potem bezczelnie się śmieje. W wersji tej Kot ma fioletowe futro w prążki. 
W filmie Tima Burtona Kot z Cheshire jest ponownie postacią pozytywną i o wiele bardziej przypomina swój literacki pierwowzór. Jednak w przeciwieństwie do niego posiada znacznie większą moc – potrafi znikać całą swoją postacią i pojawiać się w innym miejscu w ciągu sekundy. Prócz tego umie latać, jak i zna jeszcze inne sztuczki. W tej wersji Kot posiada zielone futro, jak i również nie zawsze się uśmiecha – bywają chwile, kiedy się smuci lub boi. Oprócz tego Kot jest tutaj jednym ze stronników upadłej Białej Królowej i wraz z Szalonym Kapelusznikiem (który jest jego osobistym przyjacielem) oraz innymi postaciami pomaga Alicji w walce z Czerwoną Królową, ratuje Kapelusznika przed ścięciem mu publicznie głowy oraz walczy w bitwie pomiędzy obiema królowymi po stronie swoich przyjaciół.
W filmie Disneya głosu użyczył Sterling Holloway, a po jego śmierci Jim Cummings.
W filmie Tima Burtona kot mówi głosem Stephena Frya, w polskiej wersji Jana Peszka.

## Kot kwantowy
W nauce kwantowym kotem z Cheshire nazywa się m.in. zjawisko, w którym cząstka i jej właściwość zachowują się tak, jakby były oddzielone, lub gdy cząstka oddziela się od jednej ze swoich właściwości fizycznych. Zjawisko, w którym właściwości obiektu można oddzielić od niego samego, potwierdził eksperyment z ILL w Grenoble. Zjawisko to zostało odkryte przez Jakira Aharonowa i Sandu Popescu.